# Парана (река)
Парана (шп. Río Paraná, порт. Rio Paraná) река је у Јужној Америци. Протиче кроз Бразил, Парагвај и Аргентину. Дугачка је око 3.998 km са притоком Паранаибом. Површина њеног слива износи око 3.100.000 km². Парана је друга по величини река Јужне Америке (после Амазона). Настаје спајањем реке Рио Гранде и реке Паранаиба, које скупљају воде са југоисточног дела бразилске висоравни. Парана тече на југ и улива се у Атлантски океан у облику естуара Ла Плата. До спајања са својом главном притоком, реком Парагвај, често се назива Алто Парана (Alto Paraná).
Парана има низ притока. Неке од значајнијих су с леве стране Тиет, Игуасу, Уругвај, и са десне стране Парагвај. На Парани се налази једна од највећих хидроелектрана на свету, код бране Итаипу. Ова хидроелектрана је отпочела са производњом електричне енергије 1984. године, а њена моћ износи око 14.000 MW.
У 2021. суша је погодила реку, узрокујући најнижи водостај у задњих 77 година.

## Етимологија
У источној Јужној Америци постоји „огроман број речних имена која садрже елемент пара- или парана-“, од речи на гуаранском језику које значе „река“ или „море“; покушаји да се за име ове, највеће од њих извуче прецизније значење, нпр. „род мора“, обустављени су.

## Ток
Ток се формира на ушћу река Паранаиба и Рио Гранде у јужном Бразилу. Од њиховог ушћа река тече углавном у југозападном правцу око 619 km (385 mi) пре него што наиђе на град Салтос дел Гвајра, Парагвај. Ово је некада била локација водопада Гвајра (водопади Сете Кедас, где је Парана падала преко низа од седам слапова. Речено је да је ова природна карактеристика била конкурентна светски познатим водопадима Игвасу на југу.<ref="Britannica">„Iguaçu Falls”. Encyclopædia Britannica (Encyclopædia Britannica Online Library изд.). 2011. Приступљено 15. 4. 2011.</ref> Водопади су, међутим, поплављени услед изградња бране Итаипу, која је постала функционална 1984. године.

Приближно следећих 200 km (120 mi) Парана тече ка југу и чини природну границу између Парагваја и Бразила до ушћа реке Игвасу. Недалеко од овог ушћа, међутим, река је преграђена браном Итајпу, другом по величини хидроелектраном на свету (следи брану Три клисуре у Народној Републици Кини), која ствара масивни, плитки резервоар иза ње.
Након спајања са Игуазу, Парана постаје природна граница између Парагваја и Аргентине. Гледајући на реку Парану из Енкарнасиона, Парагвај, преко реке, налази се центар Посадаса у Аргентини. Река наставља свој општи јужни ток око 468 km (291 mi) пре него што постепено скреће ка западу за још 820 km (510 mi), а затим наилази на реку Парагвај, највећу притоку дуж тока реке. Пре овог ушћа, река пролази кроз други велики пројекат хидроелектране, брану Јацирета, заједнички пројекат између Парагваја и Аргентине. Огроман резервоар формиран пројектом био је извор бројних проблема за људе који живе дуж реке, посебно за сиромашније трговце и становнике у нижим областима Енкарнасиона, великог града на јужној граници Парагваја. Нивои реке су драматично порасли по завршетку изградње бране, поплавивши велике секције нижих делова града.
Од ушћа реке Парагвај, Парана поново скреће на југ још око 820 km (510 mi) кроз Аргентину, полако се враћајући назад на исток у близини града Росарио за крајњи део од мање од 500 km (310 mi) пре спајања са реком Уругвај да би се формирао Рио де ла Плата. Ова река се улива у Атлантски океан. Током дела свог тока низводно од града Дијаманте, Ентре Риос, дели се на неколико кракова и формира делту Паране.

## Делта
Међу многим рукавцима реке су Парана Павон, Парана Ибикуј, Парана де лас Палмас, Парана Гуазу, и мањи Парана Мини и Парана Браво.
Парана Павон је прва велика грана. Има вијугави ток који почиње на источној страни, насупрот Вила Конститусион. Између главне Паране и Парана Павона налазе се острва Лечигуанас. Парана Павон тече на исток, а затим скреће на југ да би је наставио Ибикуј, који сам по себи даје порекло мањој реки Паранасито, притоци реке Уругвај која пролази поред Виле Паранасито.
Парана де лас Палмас почиње око ушћа Парана Ибикуј, низводно од Барадера, тече на запад у провинцију Буенос Ајрес, а затим поново скреће на југоисток. Главни курс наставља друга велика грана, Парана Гуазу. Заузврат, Парана Гуазу формира две гране које теку источно на територији Ентре Риоса: прво Парана Браво, а затим Парана Мини.

## Употребе
Заједно са својим притокама, Рио Парана чини масивни дренажни басен који обухвата већи део јужног централног дела Јужне Америке, у суштини укључујући цео Парагвај, већи део јужног Бразила, северну Аргентину и југоисточни део Боливије. Ако се река Уругвај рачуна као притока Паране, овај слив обухвата и већи део Уругваја. Количина воде која тече у Атлантски океан кроз Рио де ла Плату отприлике је једнака запремини у делти реке Мисисипи. Ова вододелница садржи низ великих градова, укључујући Сао Пауло, Буенос Ајрес, Росарио, Асунсион, Бразилију и Ла Плату.
Парана и њене притоке представљају извор прихода и свакодневног издржавања за рибаре који живе дуж њених обала. Неке од врста риба (као што су суруби и сабало) су комерцијално важне и експлоатишу се за велику интерну потрошњу или за извоз. Делта реке Парана је једна од највећих светских дестинација за посматрање птица.
Већи део дужине Паране је плован, а река служи као важан пловни пут који повезује унутрашње градове у Аргентини и Парагвају са океаном, обезбеђујући дубоководне луке у неким од ових градова. Изградња огромних хидроелектрана дуж реке блокирала је њену употребу као коридора за транспорт до градова даље узводно, али економски утицај тих брана то надокнађује. Брана Јацирета и брана Итаипу на граници са Парагвајем учиниле су малу, углавном неразвијену државу Парагваја највећим светским извозником хидроелектричне енергије.
Због његове употребе за океанске бродове, мерења нивоа воде сежу до 1904. Подаци су у корелацији са Сунчевим соларним циклусом.

## Галерија
- Сунце излази изнад реке Парана, североисточно од Росарија, Аргентина
- Извор реке Парана на граници држава Сао Пауло, Мато Гросо до Сул и Минас Жераис, у Бразилу.
- Контејнерски брод, који путује низводно поред града Рамала, Аргентина
- Мост Росарио-Викторија
- Фотографија астронаута која приказује 29 km (18 mi) део Паране, низводно од Гоје, Аргентина
- Река Парана у Посадасу, Аргентина